# Przejściowy Punkt Kontrolny Zwardoń
Przejściowy Punkt Kontrolny Zwardoń – nieistniejący obecnie pododdział Wojsk Ochrony Pogranicza wykonujący kontrolę graniczną osób, towarów i środków transportu bezpośrednio w przejściu granicznym na granicy polsko-czechosłowackiej.

## Formowanie i zmiany organizacyjne
W październiku 1945 Naczelny Dowódca WP nakazywał sformować na granicy państwowej 51 przejściowych punktów kontrolnych.
Graniczna Placówka Kontrolna Zwardoń została utworzona w 1945 jako Drogowy Przejściowy Punkt Kontrolny nr 36 (PPK Zwardoń) –  III kategorii o etacie nr 8/12 . Obsada PPK składała się z 10 żołnierzy i 1 pracownik cywilny w strukturach 9. Oddziału Ochrony Pogranicza.
Przejściowy Punkt Kontrolny Zwardoń rozformowany został jesienią 1946.

## Ochrona granicy
Podległe przejście graniczne:
- Zwardoń-Myto-Skalité.

## Dowódcy/kierownicy przejściowego punktu kontrolnego
- por. Antoni Lewiński[3].